# Ridgmont
Ridgmont – wieś w Anglii, w hrabstwie ceremonialnym Bedfordshire, w dystrykcie (unitary authority) Central Bedfordshire. Leży 16 km na południowy zachód od centrum miasta Bedford i 65 km na północny zachód od centrum Londynu. Miejscowość liczy 418 mieszkańców.